# 会津ものしり検定
会津ものしり検定（あいづものしりけんてい）とは、特定非営利活動法人会津の文化づくりが主催する福島県の会津地域に関する知識を問うご当地検定のひとつである。
2006年から年に一回開催されている。

## 概要
初級・中級・上級の3つのクラスがあり、初級・中級は4択問題、上級は4択問題と筆記問題である。問題数と時間は、初級50問40分、中級100問60分、上級50問60分で、受験料は初級1000円、中級2000円、上級4000円。
80%以上の正解率で合格とされ、受けた級の会津文化検定士（例えば中級なら会津文化検定士中級）に認定される。さらにその年の合格者のうち最も成績がよかった人には会津大賞が表彰される。初級は会津大賞銅賞、中級は会津大賞銀賞、上級は会津大賞金賞と呼ばれる。
問題内容は歴史、地理、風土、文化、芸能、方言など多岐にわたるが、歴史分野からの出題が圧倒的に多い。
なお、姉妹編にあたる会津ものしり検定喜多方編も開催されているが、主管者が異なる（ただし問題作成者は同じ）。

## 関連書籍
- 『会津ものしり検定-問題と解説』 88新書
- 『普及版 会津ものしり検定-もっと会津を知ろう』